# Poecilosoma vespoides
Poecilosoma vespoides là một loài bướm đêm thuộc phân họ Arctiinae, họ Erebidae.